# Насретдинова, Зайтуна Агзамовна
Зайтуна́ Агза́мовна Насретди́нова (баш.  Зәйтүнә Әғзәм ҡыҙы Насретдинова; 14 августа 1923, Уфа, СССР—1 октября 2009, Уфа, Российская Федерация) — советская башкирская балерина, педагог. Народная артистка СССР (1955).

## Биография
Зайтуна Насретдинова родилась 14 августа 1923 года в Уфе в семье железнодорожного рабочего.
В 1931—1934 годах училась в Уфимской школе № 20 (ныне — Уфимская городская башкирская гимназия N 20 им. Ф. Мустафиной). Затем поступила на Башкирское отделение Ленинградского хореографического училища (ныне — Академия русского балета им. А. Я. Вагановой), которое окончила с отличием (педагоги Н. А. Камкова, Е. В. Ширипина, А. В. Ширяев, А. А. Писарев).
В июле 1941 года начала творческую деятельность в качестве солистки балетной труппы Башкирского театра оперы и балета, на сцене которого дебютировала в партии Сванильды («Коппелия» Л. Делиба).
Классическая танцовщица широкого диапазона. За долгую сценическую жизнь, длиною почти в четверть века, создала галерею ярких и неповторимых образов в спектаклях национальной, русской и зарубежной классики. В этом ряду особое место занимает образ Зайтунгуль в первом национальном балете «Журавлиная песнь», авторы которого либреттист Ф. Гаскаров, композиторы Л. Степанов и З. Исмагилов посвятили своё сочинение балерине. Примечательно, что именно этот балет и мастерство балерины произвели неизгладимое впечатление на будущего великого танцовщика XX века Р. Нуреева, определив его судьбу.
Почти четверть века танцевала вместе с Х. Сафиуллиным, который был её партнёром, спутником жизни и единомышленником. Они были в числе первых артистов театра, которые начали выезжать на гастроли за рубеж: ГДР (1951), Болгария, Венгрия, Польша, Куба, Монголия (1953), Великобритания, Шотландия, Ирландия и Корея.
После ухода со сцены в 1965 году более 40 лет работала педагогом-репетитором балетной труппы Башкирского театра оперы и балета.
Член КПСС с 1952 года.
Умерла 1 октября 2009 года в Уфе. Похоронена на Южном кладбище.

## Награды и звания
- Заслуженная артистка Башкирской АССР (1946)
- Заслуженная артистка РСФСР (1949)
- Народная артистка РСФСР (1953)
- Народная артистка СССР (1955)
- Орден «Знак Почёта» (1949)
- Орден Октябрьской революции (1976)
- Медаль «За доблестный труд в Великой Отечественной войне 1941-1945 гг.» (1946)
- Почётные грамоты Верховного Совета Башкирской АССР
- Приз «Душа танца» в номинации «Мэтр танца» (2005, журнал «Балет»)
- Почётное звание «Международный профессионал» (2006, издательство «Международный биографический центр») — за выдающийся вклад в мировую культуру
- Национальная театральная премия «Золотая Маска» в номинации «За честь и достоинство» (2008).

## Партии
- Одетта и Одиллия («Лебединое озеро» П. И. Чайковского)
- Никия («Баядерка» Л. Ф. Минкуса)
- Жизель и Мирта («Жизель» А. Адана)
- Китри («Дон Кихот» Л. Ф. Минкуса)
- Аврора («Спящая красавица» П. И. Чайковского)
- Франциска («Голубой Дунай» И. Штрауса)
- Эсмеральда («Эсмеральда» Ц. Пуни)
- Зарема и Мария («Бахчисарайский фонтан» Б. В. Асафьева)
- Тао Хоа («Красный цветок» Р. М. Глиэра)
- Раймонда («Раймонда» А. К. Глазунова)
- Лауренсия («Лауренсия» А. А. Крейна)
- Сванильда («Коппелия» Л. Делиба)
- Зафира («Горная быль» А. С. Ключарёва)
- Зайтунгуль («Журавлиная песнь» Л. Б. Степанова и З. Г. Исмагилова)
- Зюгра («Зюгра» Н. Г. Жиганова)
- Царь-Девица («Конёк-Горбунок» Ц. Пуни)

## Фильмография
- 1959 — Журавлиная песнь — Вожак журавлей